# 10-cm houfnice vz. 30
Die 10-cm houfnice vz. 30 war ein Geschütz tschechoslowakischer Herkunft, das von der Wehrmacht als Beutewaffe übernommen und im Zweiten Weltkrieg eingesetzt wurde. Die deutsche Bezeichnung lautete 10-cm-leichte Feldhaubitze 30(t).

## Geschichte
Das Geschütz wurde nach dem deutschen Einmarsch in die Rest-Tschechoslowakei von der Wehrmacht erbeutet. Die ursprüngliche Bezeichnung 10-cm houfnice vz. 30 wurde in 10-cm-leichte Feldhaubitze 30(t) geändert, wobei das (t) für tschechisch stand. Insgesamt wurden 158 Stück des in Pilsen bei Škoda gebauten Geschützes von deutschen Einheiten übernommen.

## Beschreibung
Die 10-cm-leichte Feldhaubitze 30(t) war ein Rohrrücklaufgeschütz mit Federvorholer, Federausgleicher, Schutzschild und unabhängiger Zeigerzieleinrichtung mit Rundblickrohr. Es wurde auf einer eigentlich veralteten Kastenholmlafette statt auf einer zeitgemäßen Spreizlafette montiert, was den geringen Seitenrichtbereich erklärt. Das Geschossgewicht der Sprenggranate betrug 16 Kilogramm.

## Einsatz
Das Geschütz wurde anstelle der deutschen 10,5-cm-leichten Feldhaubitze 18 in den Artillerieregimentern verwandt. Unter anderen wurde eine Lehrbatterie der Heeresartillerieschule Jüterbog und die SS-Division Totenkopf mit diesem Geschütz ausgestattet. Als Zugmittel diente der 3 t Zugkraftwagen (Sd.Kfz. 11).